# Махачев Іслам Рамазанович
Іслам Рамазанович Махачев (27 жовтня 1991 , Махачкала, Дагестанська АРСР ) — російський боєць змішаних бойових мистецтв, який виступає під егідою UFC в легкій вазі. Чемпіон Росії по бойовому самбо (2016), чемпіон світу з бойового самбо (2016).

## Кар'єра в змішаних єдиноборствах

### М-1 Global
Іслам Махачев дебютував на M-1 Global проти Тенгіза Кучуа 12 лютого 2011 року та виграв бій нокаутом в першому раунді. У другому бою Махачев зіткнувся проспектом з Франції Мансуром Барнауї (Mansour Barnaoui), 9 квітня, 2013 на M-1 Challenge 38. Він виграв бій одноголосним рішенням суддів. Далі Махачев зустрівся з бразильським бійцем, володарем чорного поясу по джиу-джитсу Рандером Джуніором 21 серпня 2013 року на M-1 Challenge 41 і здобув перемогу одноголосним рішенням суддів. У Таргімі, республіка Інгушетія в рамках турніру M-1 Challenge 49 Іслам виграв больовим прийомом на руку (важіль ліктя) у Юрія Івлєва. В останньому за контрактом бою в M-1 Іслам Махачев зустрівся з досвідченим бійцем з Хорватії Іваном Трушчеком на грандіозному турнірі M-1 Challenge 52 в Санкт-Петербурзі. Іслам домінував у бою і в третьому раунді змусив здатися суперника задушливим прийомом (зворотний трикутник).

### Ultimate Fighting Championship
2 жовтня 2014 року Махачев підписав контракт з UFC на чотири бої. 23 травня 2015 року Махачев переміг Лео Кунца на UFC 187 задушливим прийомом в другому раунді.
3 жовтня 2015 на турнірі UFC 192 — Cormier vs. Gustafsson Махачев зустрівся з Адріану Мартінсом. Уже на другій хвилині першого раунду Мартінс пробив удар з правої руки в щелепу Махачева і відправив його в нокаут. Таким чином, Махачев зазнав першої і поки що єдиної поразки за свою кар'єру.
У квітні 2016 року Махачева було усунено від участі в змаганнях в зв'язку з вживанням допінгу. У липні того ж року Американське антидопінгове агентство (USADA) встановило, що Махачев вживав мельдоній в невеликих кількостях і протягом короткого проміжку часу під час лікування аритмії серця.
У ніч з 17 на 18 липня 2021 року на арені UFC APEX в Лас-Вегасі (штат Невада, США) в рамках турніру UFC Вегас 31 Іслам Махачев задушливим прийомом переміг бразильця Тіаго Мойзеса.
Станом на липень 2021 року веде переможну серію з 8 перемог поспіль.

### Мішані єдиноборства
- Ultimate Fighting Championship
  - Володар премії «Бій вечора» проти Армана Царукяна

### Самбо
- Федерація бойового самбо Росії
  - 2016 Чемпіонат Росії з бойового самбо (-74 кг)
- Міжнародна федерація бойового самбо
  - 2016 Чемпіонат світу з бойового самбо (-74 кг)

## Статистика в змішаних єдиноборствах
| Професійна кар'єра бійця |            |           |
| Боїв 28                  | Перемог 26 | Поразок 2 |
| Нокаут                   | 5          | 1         |
| Здача                    | 12         | 1         |
| Рішення суддів           | 9          | 0         |

| Результат | Рекорд | Суперник                        | Спосіб                                  | Турнір                                     | Дата          | Раунд | Час  | Місце                       | Примітки            |
| --------- | ------ | ------------------------------- | --------------------------------------- | ------------------------------------------ | ------------- | ----- | ---- | --------------------------- | ------------------- |
| Перемога  | 20-1   | Тіагу Мойзес                    | Здача (Удушення ззаду)                  | UFC Fight Night: Makhachev vs. Moises      | 18 липня 2021 | 4     | 2:38 | Лас-Вегас, США              |                     |
| Перемога  | 19-1   | Дрю Добер                       | Задушливий прийом (вон флю)             | UFC 259                                    | 7 2021        | 3     | 1:37 | Лас-Вегас, США              |                     |
| Перемога  | 18-1   | Даві Рамус                      | Одностайне рішення                      | UFC 242 — Khabib vs. Poirier               | 7 2019        | 3     | 5:00 | Абу-Дабі, ОАЕ               |                     |
| Перемога  | 17-1   | Арман Царукян                   | Одностайне рішення                      | UFC Fight Night 149 — Overeem vs. Oleynik  | 20 2019       | 3     | 5:00 | Санкт-Петербург, Росія      | Бой вечера.         |
| Перемога  | 16-1   | Кайан Джонсон                   | Больовий прийом (важіль ліктя)          | UFC on Fox 30 — Alvarez vs. Poirier 2      | 28 2018       | 1     | 4:43 | Калгарі, Канада             |                     |
| Перемога  | 15-1   | Глейсон Тібау                   | Нокаут (удар)                           | UFC 220 — Miocic vs. Ngannou               | 20 2018       | 1     | 0:57 | Бостон, США                 |                     |
| Перемога  | 14-1   | Нік Ленц                        | Одностайне рішення                      | UFC 208 — Holm vs. De Randamie             | 11 2017       | 3     | 5:00 | Бруклін, США                |                     |
| Перемога  | 13-1   | Кріс Вейд                       | Одностайне рішення                      | UFC Fight Night 94 — Poirier vs. Johnson   | 17 2016       | 3     | 5:00 | Ідальго, США                |                     |
| Поразка   | 12-1   | Адріану Мартінс                 | Нокаут (удар)                           | UFC 192 — Cormier vs. Gustafsson           | 3 2015        | 1     | 1:46 | Хьюстон, США                |                     |
| Перемога  | 12-0   | Лео Кунц                        | Задушливий прийом (удушення позаду)     | UFC 187 — Johnson vs. Cormier              | 23 2015       | 2     | 2:38 | Лас-Вегас, США              | Дебют у UFC.        |
| Перемога  | 11-0   | Івіца Трушчек                   | Задушливий прийом (зворотній трикутник) | M-1 Challenge 51 — Fightspirit             | 7 2014        | 3     | 4:45 | Санкт-Петербург, Росія      |                     |
| Перемога  | 10-0   | Юрій Івлєв                      | Больовий прийом (важіль ліктя)          | M-1 Challenge 49 — Battle in the Mountains | 2025          | 1     | 3:10 | Targim, republic Ingushetia |                     |
| Перемога  | 9-0    | Рандер Джуніо                   | Одностайне рішення                      | M-1 Global — M-1 Challenge 41              | 21 2013       | 3     | 5:00 | Санкт-Петербург, Росія      |                     |
| Перемога  | 8-0    | Шаблон:Флаг Туниса Мансур Берну | Одностайне рішення                      | M-1 Challenge 38 — Spring Battle           | 9 2013        | 3     | 5:00 | Санкт-Петербург, Росія      | Дебют в M-1 Global. |
| Перемога  | 7-0    | Анатолій Кормілкін              | Больовий прийом (важіль ліктя)          | Lion's Fights 2 — Battle of Two Capitals   | 2 2012        | 1     | 3:17 | Санкт-Петербург, Росія      |                     |
| Перемога  | 6-0    | Мігель Григорян                 | Задушливий прийом (удушення позаду)     | SFC — Siberian Fighting Championship 1     | 15 2011       | 1     | 4:25 | Томськ, Росія               |                     |
| Перемога  | 5-0    | Володимир Єгорян                | Роздільне рішення                       | ProFC — Union Nation Cup Final             | 2 2011        | 2     | 5:00 | Ростов-на-Дону, Росія       |                     |
| Перемога  | 4-0    | Магомед Ібрагімов               | Задушливий прийом (трикутник)           | TFC 5 — Tsumada Fighting Championship      | 1 2011        | 2     | 3:15 | Агвалі, Росія               |                     |
| Перемога  | 3-0    | Мартірос Грегорян               | Технічний нокаут (удари)                | ProFC — Union Nation Cup 15                | 6 2011        | 1     | 2:52 | Сімферополь, Україна        |                     |
| Перемога  | 2-0    | Тенгіз Кучу                     | Нокаут (удар)                           | M-1 Selection Ukraine 2010 — The Finals    | 12 2011       | 1     | 0:30 | Київ, Україна               |                     |
| Перемога  | 1-0    | Магомед Бікбулатов              | Одностайне рішення                      | TFC 4 — Tsumada Fighting Championship      | 1 2010        | 2     | 5:00 | Агвалі, Росія               |                     |